# Таёжное (Красноярский край)
Таёжное — село (с 1949 по 2003 год — рабочий посёлок) в Канском районе Красноярского края. Административный центр и единственный населённый пункт Таёженского сельсовета.

## География
Село расположено в 63 км от железнодорожной станции Канск-Енисейский.

## История
В 1949 году был образован посёлок городского типа Таёжный.
C 1949 по 1951 год здесь располагалось Таёжное горнопромышленное управление и ИТЛ Енисейстроя.
В 2003 году посёлок Таёжный был преобразован в село Таёжное.

## Население
| 1959  | 1970  | 1979  | 1989  | 2002  | 2010  | 2012  |
| ----- | ----- | ----- | ----- | ----- | ----- | ----- |
| 6283  | ↘4072 | ↘3174 | ↘2655 | ↘1442 | ↘1099 | ↘1076 |
| 2013  | 2014  | 2015  | 2016  | 2017  |       |       |
| ↘1050 | ↘1028 | ↘1010 | ↘992  | ↘974  |       |       |

## Известные люди
- Барабаш, Анатолий Сергеевич - доктор юридических наук.